# Залмски род
Залмският род (Salm) е немски графски и княжески род, който принадлежи към висшата аристокрация. Той е линия на рода на Вигерихидите (както и на Люксембургите) и е наречен на замъка „Бург Филзалм“ в Ардените (днес Белгия) и на замъка „Бург Залм“ във Вогезите в Елзас (днес Франция). От 1623 г. и 1790 г. главата на фамилията носи титлата княз.
Родоначалник на рода е Вигерих, пфалцграф на Лотарингия († пр. 919). Неговият син Зигфрид († 998) е важен граф на Люксембург. Внукът му Гизлберт († 1056/59) получава през 1036 г. титлата Граф на Залм, а през 1047 г. графската титла на Люксембург. Той разделя владенията си между синовете си Конрад I от Люксембург и Херман от Залм († 1088), който е не само водач на Залмския род, а също е и избран за антикрал (1080–1088) на Хайнрих IV.

### Разделяне на Горен- и Долен Залм
Внукът на Херман, Хайнрих I разделя Графството през 1163 г. отново: неговият син Хайнрих II получава териториите във Вогезите (т.нар. Графство Горен Залм), дъщеря му Елизабет и зет му граф Фридрих II от Вианден получават териториите в Ардените (оттогава Долен Залм). Оттогава в кралството се обособяват две графства Залм с различни линии.

### Линия Долен Залм (1163–1794)
През 1416 г. Долен Залм е завещан на господарите от Райфершайт и Дик. От тях се обособяват:
- Залм-Райфершайт-Райтц (от 1790 г. се титулуват като князе, резидират в Райтц, Моравия до 1945 г., днес тяхна резиденция е дворецът Щайрег в Австрия)
- Залм-Райфершайт-Краутхайм (1804 г. князе, от 1888 г. Салм-Райфершайд-Краутхайм и Дик, 1958 г. изчезват)
- Залм-Райфершайт-Дик (През 1815 г. се влива в Прусия, провинция Велико херцогство Долен Рейн, от 1816 г. са пруски князе, през 1888 г. родът изчезва, резиденция: дворецът Дик при Йюхен в Северен Рейн-Вестфалия)

### Линия Горен Залм (1163–1794)
Горен Салм се намирал във Вогезите около Бург Салм при Ширмек, на около 45 км югозападно от Щрасбург. Потомците на Горен Салм са графовете цу Салм, които са издигнати през 1623 г. на князе:
- Залм (от 1623 г. князе, 1738 г. изчезват)
- Залм-Залм (Salm-Salm) във Вож, Лотарингия (От 1739 г. се титулуват като князе, през 1766 г. стават ексклави във Франция, а през 1793 г. владенията им са анексирани от Франция.).
- Залм-Кирбург (Salm-Kyrburg) (князе от 1742 г., през 18 век резидират най-вече в Париж, от 1794 г. владенията им са анексирани от Франция. През 1905 г. родът изчезва.)
- Залм-Хорстмар (Salm-Horstmar)(1816 г. пруски князе)

Княжеските домове Залм-Залм и Залм-Кирбург образуват Княжество Залм, съществувало от 30 октомври 1802 г. до 28 февруари 1811 г. в крайната западна част на историческата област Вестфалия под общо управление (Кондоминиум) със столица Бохолт.